# Kimball (métro de Chicago)
Pour les articles homonymes, voir Kimball.
Kimball est le terminus de la ligne brune du métro de Chicago. Elle est située dans le quartier d'Albany Park au nord ouest de Downtown Chicago sur la Ravenswood Branch. Un trajet de la station au Loop prend trente-trois minutes, les rames roulent toutes les sept minutes en heure creuse et toutes les deux minutes en heure de pointe.

## Description
La station a été ouverte le 14 décembre 1907 selon les plans de l’architecte Arthur U. Gerber, elle fut reconstruite en 1974 et rénovée en 2007 dans le cadre de la rénovation complète de la ligne brune. 
Un parking de dissuasion pour 211 voitures se trouve à côté de la station qui sert également de dépôt aux rames de la ligne brune.  
Les modifications récentes aux quais de Kimball sont relativement simples, puisque la station avait été reconstruite assez récemment (1974) et était déjà accessible aux personnes à mobilité réduite. La plate-forme a été simplement prolongée de 23 mètres afin d’accueillir des rames de 8 wagons. Les travaux se sont surtout concentrés sur la construction d’une nouvelle mezzanine élargie. 
La nouvelle station est décorée d’une œuvre, intitulée «Hope & Renewal» de l’artiste Josh Garber. 
L’œuvre d’art a été choisie dans le cadre du programme de Chicago Transit Authority Arts qui vise à habiller les stations du métro de Chicago.

## Les correspondances avec lebus
Avec les bus de la Chicago Transit Authority :
- #81 Lawrence (Owl Service - service de nuit)
- #82 Kimball/Homan
- #93 California/Dodge

## Dessertes
| Nord/Ouest            |  |                      |  | Sud/Est                            |
| --------------------- |  | -------------------- |  | ---------------------------------- |
|                       |  | ligne brune terminus |  | Kedzie vers Kimball via Clark/Lake |
| modifier sur Wikidata |  |                      |  |                                    |